# Ilmārs Bricis
Ilmārs Bricis (* 9. Juli 1970 in Riga) ist ein ehemaliger lettischer Biathlet und heutiger Biathlontrainer. Er betreut die lettische Nationalmannschaft.
Der in Cēsis lebende Bricis begann 1978 mit dem Biathlon. Seit 1990 gehörte er zum lettischen Nationalteam. Bricis gewann bei der WM 2001 in Pokljuka Bronze über 20 km und bei der WM 2005 in Hochfilzen Bronze über 10 km. Er nahm an sechs Olympischen Spielen teil, seine beste Platzierung war ein vierter Platz 2006 in Turin in der 12,5-km-Verfolgung. Zum Ende der Saison 09/10 war Bricis zurückgetreten, trat jedoch zu Beginn der Saison 2010/2011 beim Einzel in Östersund an und wurde 27. Eine Woche zuvor hatte er beim IBU-Cup in Beitostølen ein Sprintrennen gewonnen, sein erster Sieg in einem internationalen Wettbewerb. Zur Saison 2016/17 trat er beim IBU-Cup in Beitostølen wieder an. Eine Woche später feierte er sein Comeback in Weltcup im schwedischen Östersund, mit einem 63. Platz im Einzel. 
Ilmārs Bricis ist von Beruf Polizist. Er war mit der ehemaligen Biathletin Andžela Brice verheiratet und hat mit ihr eine Tochter, die Skilangläuferin Anete Brice. Mittlerweile lebt er mit Baiba Bendika zusammen und hat mit ihr einen 2023 geborenen Sohn.

## Biathlon-Weltcup-Platzierungen
Die Tabelle zeigt alle Platzierungen (je nach Austragungsjahr einschließlich Olympische Spiele und Weltmeisterschaften).
- 1.–3. Platz: Anzahl der Podiumsplatzierungen
- Top 10: Anzahl der Platzierungen unter den ersten zehn (einschließlich Podium)
- Punkteränge: Anzahl der Platzierungen innerhalb der Punkteränge (einschließlich Podium und Top 10)
- Starts: Anzahl gelaufener Rennen in der jeweiligen Disziplin
- Staffel: inklusive Mixed-Staffel

| Platzierung | Einzel | Sprint | Verfolgung | Massenstart | Team | Staffel | Gesamt |
| ----------- | ------ | ------ | ---------- | ----------- | ---- | ------- | ------ |
| 1. Platz    |        |        |            |             |      |         |        |
| 2. Platz    | 1      | 2      |            |             |      |         | 3      |
| 3. Platz    | 1      | 3      |            |             |      |         | 4      |
| Top 10      | 5      | 15     | 11         | 6           |      | 18      | 55     |
| Punkteränge | 25     | 61     | 47         | 25          | 2    | 62      | 222    |
| Starts      | 69     | 140    | 71         | 25          | 2    | 62      | 369    |